# بخش دهار (هند)
بخش دهار (به انگلیسی: Dhar district) یک منطقهٔ مسکونی در هند است که در Indore division واقع شده‌است. بخش دهار ۸٬۱۵۳ کیلومتر مربع مساحت و ۲٬۱۸۵٬۷۹۳ نفر جمعیت دارد.